# Anaconda (distribució de Python)
Anaconda és una distribució freemium de codi obert dels llenguatges de programació Python i R per al processament de dades de gran escala, analítica predictiva i computació científica, que tracta de simplificar la gestió i desplegament de paquets. Ha estat recomanada.
Inclou la biblioteca informàtica Numba.